# Movimiento Popular de Liberación de Angola
El Movimiento Popular de Liberación de Angola (MPLA, en portugués: Movimento Popular de Libertação de Angola) es un partido político angoleño de izquierdas que gobernó el país desde 1975 hasta 1991 en un régimen de partido único, y desde entonces como partido mayoritario en un régimen multipartidista. Profesando originalmente un nacionalismo de izquierda, se autodefinió como marxista-leninista entre 1977 y 1991, rechazando después esta definición. En el presente forma parte de la Internacional Socialista, agrupación de partidos socialdemócratas de todo el mundo.
A través de su brazo armado, las Fuerzas Armadas Populares de Liberación de Angola, luchó contra Portugal en la guerra de independencia entre 1961 y 1974 y posteriormente contra el UNITA y el FNLA en el proceso de descolonización de 1974-1975; y una vez alcanzada la independencia en 1975, participó en la guerra civil que se prolongó desde 1975 hasta 2002.

## Fundación
En diciembre de 1956 el pequeño y clandestino Partido Comunista Angoleño (Partido Comunista Angolano, PCA, creado en 1955) se fusionó con el (igualmente pequeño y clandestino) Partido de Lucha Unida de los Africanos de Angola (Partido da Luta Unida dos Africanos de Angola, PLUA, creado en 1953) con Viriato da Cruz, presidente del PCA como secretario general. Posteriormente otros movimientos se unieron con el Movimiento por la Independencia Nacional de Angola (MINA) y el Frente Democrático para la Liberación de Angola (FDLA), adoptando la designación de MPLA, y escogiendo como su presidente al médico Agostinho Neto. Entre finales de los años de 1950 y principios de 1960, agrupó a algunas de las principales figuras del nacionalismo angoleño, entre estudiantes en el exterior, sobre todo de Portugal, y anticolonialistas que huían de Angola. La sede del MPLA pasó de Luanda a Kinshasa en 1961, debido a la represión portuguesa. Posteriormente el gobierno de Zaire cerró la sede y esta fue establecida en Conakri, Argel y luego en Brazzaville.

## La lucha por la independencia
Dirigido por Antônio Agostinho Neto, con su secretario Viriato da Cruz, el MPLA organizó y dirigió una lucha armada contra el colonialismo por medio de las Fuerzas Armadas Populares de Liberación de Angola, (FAPLA). Las actividades de la guerrilla del MPLA se concentraron en el exclave de Cabinda, en una región del Este de Angola (provincia de Moxico) y en un área situada a nordeste de Luanda (provincia de Cuanza Norte).
Otro movimiento, el frente guerrillero derechista y prooccidental FNLA (Frente Nacional de Libertação de Angola), con sede en Kinshasa y dirigido por Holden Roberto, comenzó acciones de lucha poco antes del MPLA, en el noroeste de Angola (provincias de Uíge y Zaire). A pesar de varios intentos, no fue posible el entendimiento entre FNLA y MPLA, que continuaron operando separadamente, entrando en conflicto entre ellos.
En 1966, un dirigente del FNLA, Jonas Savimbi, creó un tercer movimiento, la UNITA (União Nacional para a Independência Total de Angola) que, a partir de Zambia, operó en el Este y centro de Angola (provincias de Moxico, Bié y Huambo). El surgimiento de la UNITA se hizo en una relación de rivalidad y conflicto con FNLA y MPLA, y completó el cuadro de profunda desunión entre los movimientos de liberación que caracterizó la guerra de independencia de Angola.
A partir del año 1965, Cuba comenzó a colaborar con la lucha independentista en Angola y Guinea Bissau, ambas colonias portuguesas, fundamentalmente mediante la preparación de cuadros dirigentes y el envío de instructores y ayuda material.
La Revolución de los Claveles en Lisboa, Portugal, en 1974 establece un gobierno militar que cesó la lucha contra la independencia en Angola y acordó cederles el poder a una coalición de tres movimientos independentistas angoleños. Pero la coalición no cuajó y Angola cayó en una guerra civil.

## La guerra civil
A mediados de octubre de 1975, mientras el ejército de Zaire y fuerzas mercenarias reforzadas con armamento pesado y asesores militares sudafricanos se aprestaban a lanzar nuevos ataques en el norte de Angola, por el sur columnas de blindados sudafricanos entraron en el país con el fin de ocupar la capital antes de la proclamación de la independencia el 11 de noviembre.
Con el control de Luanda, el MPLA declaró la independencia de Angola el 11 de noviembre de 1975, el día que los portugueses abandonaron la capital. El poeta y luchador independentista Agostinho Neto pasó a ser el primer presidente de la Angola independiente.
En ese momento sólo había en Angola 480 instructores militares cubanos, en respuesta a la solicitud hecha por el presidente del MPLA Agostinho Neto. Pero ante la inminencia del ataque, Cuba acordó enviar tropas que combatieran a los ejércitos de Sudáfrica, la mayor y más rica potencia en ese continente, y de Zaire y los Estados Unidos.
En 1976, el FNLA y los países que lo apoyaban fueron derrotados en la Operación Carlota, una de las intervenciones militares en el extranjero más importante que Cuba realizó hasta la fecha. Pero la UNITA, respaldada por Sudáfrica, siguió luchando por el poder.
Tras estos hechos, Cuba acordó la retirada paulatina de sus tropas a medida que la República Popular de Angola iba formando su propio ejército, y los Estados Unidos y Zaire hicieron lo propio.

## La guerra contra la UNITA
Pero a principios de los 80 los gobiernos de Pretoria y Washington retomaron su política de agresiones, lo que hizo que de nuevo Cuba interviniera. En esa década creció la lucha de los pueblos de Namibia, Zimbabue y Sudáfrica contra el colonialismo y el apartheid y Angola se convirtió en sólido baluarte de esos pueblos.
El MPLA logró finalmente derrotar, con apoyo de fuerzas cubanas, guineanas y katanguesas (de Katanga, provincia escindida de Zaire que posteriormente volvería a su soberanía) a sus oponentes en Quifangondo, a las puertas de Luanda y recibió el gobierno de manos de los portugueses, pero la guerra continuó.
En 1983 el MPLA añadió Partido do Trabalho (Partido del Trabajo) a su nombre.
A finales de 1987 se produjo la última gran invasión contra Angola. Sudáfrica y Estados Unidos lanzaron el último y más amenazador golpe contra el país. Pese al serio peligro de agresión militar que también enfrentaba Cuba, este decidió de nuevo intervenir para apoyar al gobierno angoleño. 55 mil soldados cubanos fueron enviados a la costa sur del país, para atacar junto al ejército angoleño a las fuerzas sudafricanas.
En 1991, luego de la derrota sufrida en Cuito Cuanavale en 1988, tras largas negociaciones, Sudáfrica aceptó retirarse de Namibia y dejar de apoyar a la UNITA, Cuba retiró sus fuerzas una vez más y el gobierno de Angola y UNITA acordaron convertir a Angola en un estado multipartidista.
Sin embargo, la UNITA volvió a desatar las hostilidades en 1992, año en el que el MPLA, ganó las elecciones parlamentarias con un 53.74 % de los votos y 129 de 227 miembros en el parlamento. En las elecciones presidenciales que se realizaron simultáneamente, el candidato del MPLA, José Eduardo dos Santos, obtuvo una escasa mayoría relativa, frente a Jonas Savimbi, de la UNITA, pero no obtuvo la mayoría absoluta exigida por la constitución, de modo que una segunda vuelta electoral fue necesaria. Los observadores internacionales que supervisaron las elecciones las declararan "globalmente libres y justas" (overall free and fair), pero la UNITA proclamó que hubo fraude en las elecciones presidenciales, no las reconoció y retornó de inmediato la Guerra Civil.
En cuanto esta estaba en curso, José Eduardo dos Santos continuó ejerciendo las funciones de presidente sin legitimidad constitucional. El parlamento se constituyó con la participación de los diputados de la oposición, incluso los de la UNITA y de la FNLA, y hubo durante algunos años un "Gobierno de Unidad y Reconciliación Nacional (GURN)" con la participación de ministros de estos dos partidos.
La guerra civil continuó mientras tanto hasta 2002, año en que el líder de UNITA, Jonas Savimbi, fue muerto en una emboscada por el ejército angoleño. MPLA y UNITA pactaron un alto al fuego y se aprobó (y ejecutó) un plan para desmilitarizar a la UNITA.

## En la actualidad
Las segundas elecciones legislativas al parlamento angoleño se realizaron en septiembre de 2008, retrasadas debido a la larga guerra civil, y el MPLA las ganó con una mayoría absoluta de 81.64 % de los votos y 191 miembros de los 220 totales.
En las elecciones celebradas posteriormente a las reforma constitucional de 2010, las terceras elecciones legislativas al parlamento angoleño que se realizaron en agosto de 2012, el MPLA las ganó con una mayoría absoluta de 71.84 % de los votos y 175 miembros de los 220 totales.
Recientemente, en las cuartas elecciones legislativas al parlamento angoleño que se realizaron en agosto de 2017, las primeras sin José Eduardo dos Santos como candidato, el MPLA las ganó con una mayoría absoluta de 61.08 % de los votos y 150 miembros de los 220 totales. Siendo electo presidente João Lourenço.
El MPLA-PT es actualmente un miembro de la Internacional Socialista.
Otras importantes organizaciones de masas del MPLA-PT son la Organização da Mulher Angolana (Organización de la Mujer Angoleña), União Nacional dos Trabalhadores Angolanos (Unión Nacional de los Trabajadores Angoleños), Organização dos Pioneiros de Agostinho Neto (Organización de los Pioneros de Agostinho Neto), y la Juventude do MPLA (Juventud del MPLA).
En septiembre de 2018, João Lourenco se convirtió en líder del partido tras la decisión de José Eduardo dos Santos de retirarse.

## Resultados electorales

### Presidenciales
| Año  | Candidato               | Votos     | %                | Resultado |
| ---- | ----------------------- | --------- | ---------------- | --------- |
| 1992 | José Eduardo dos Santos | 1.953.335 | \| \| 49.57 % \| | Electo    |
|      | 49.57 %                 |           |                  |           |

### Parlamentarias
|  | 53.74 % |

|  | 81.64 % |

|  | 71.85 % |

|  | 61.08 % |

|  | 51.17 % |